# Защитете дребните животни
„Защитете дребните животни“ е български телевизионен игрален филм (драма) от 1988 година на режисьора Хаим Коен, по сценарий на Георги Богданов. Оператор е Теодор Янев. Музиката е композирана от Симо Лазаров, а художник на филма е Епсимания Банова.
Във филма е използвана песента на Стефан Димитров „Всичко ми е наред“ в изпълнение на Васил Найденов.

## Сюжет
Двама приятели от студентските години се срещат случайно. Единият е директор на училище в малко село, а другият се представя за импресарио в шоубизнеса. Срещата им е повод да се върнат във времето на своята младост и да си зададат въпроса какво са запазили и какво са загубили през годините.

## Актьорски състав
| В главните роли                        | Изпълнител         |
| -------------------------------------- | ------------------ |
| Гецата, директор на училището          | Венцеслав Кисьов   |
| „Блаже“ - Благой Благоев, импресарио   | Филип Трифонов     |
| бащата на Блаже                        | Вълчо Камарашев    |
| Веселина, ученическата любов на Гецата | Искра Радева       |
| учителката                             | Мариета Калъпова   |
| лекарката                              | Юлиана Сайска      |
|                                        | Елена Саръиванова  |
| кметът                                 | Огнян Узунов       |
| младежът на бара                       | Симеон Алексиев    |
| шофьор на камион                       | Максим Генчев      |
| заместник директорката на училището    | Таня Губиделникова |
| склададжията                           | Динчо Чобанков     |
| кака Мария                             | Мария Саева        |
|                                        | Люба Трифонова     |
|                                        | Руслан Тананеев    |
|                                        | Димитър Мартинов   |
|                                        | Крум Калинов       |
|                                        | Кръстьо Младенов   |
| дядо Райно                             | Стефан Данаилов    |
| братя Аргирови                         | братя Аргирови     |